# メリアル
メリアル（英語: Merial）は動物用医薬品を開発する企業である。2017年以降は一部の国を除き、ベーリンガーインゲルハイムアニマルヘルスとして変更された。

## セーブペットプロジェクト
2010年からフロントラインシリーズの売り上げ金の一部は保護犬団体や保護猫団体に寄付している。2014年まではフロントラインスポットオンとプラスとスプレーのみが対象だったが、2015年からはフロントラインシリーズ全てが対象になったが、フロントラインスポットオンとスプレーは2018年以降に製造された物は対象外になった。
なお2020年5月現在活動を行っている国が日本国内のみでそれ以外の国では行っていない為、日本以外のフロントラインシリーズは対象外である。
過去にフロントラインシリーズの製品であるサーチフェクトは2015年に販売終了したためセーブペットの対象商品では無かった。

## その他
日本を含むメリアルの製品全てがベーリンガーインゲルハイムと表記（日本では2017年6月1日付でロゴ表記を変更）しているが、海外では2019年製造分までメリアルと表記されていた。